# Port-en-Bessin-Huppain

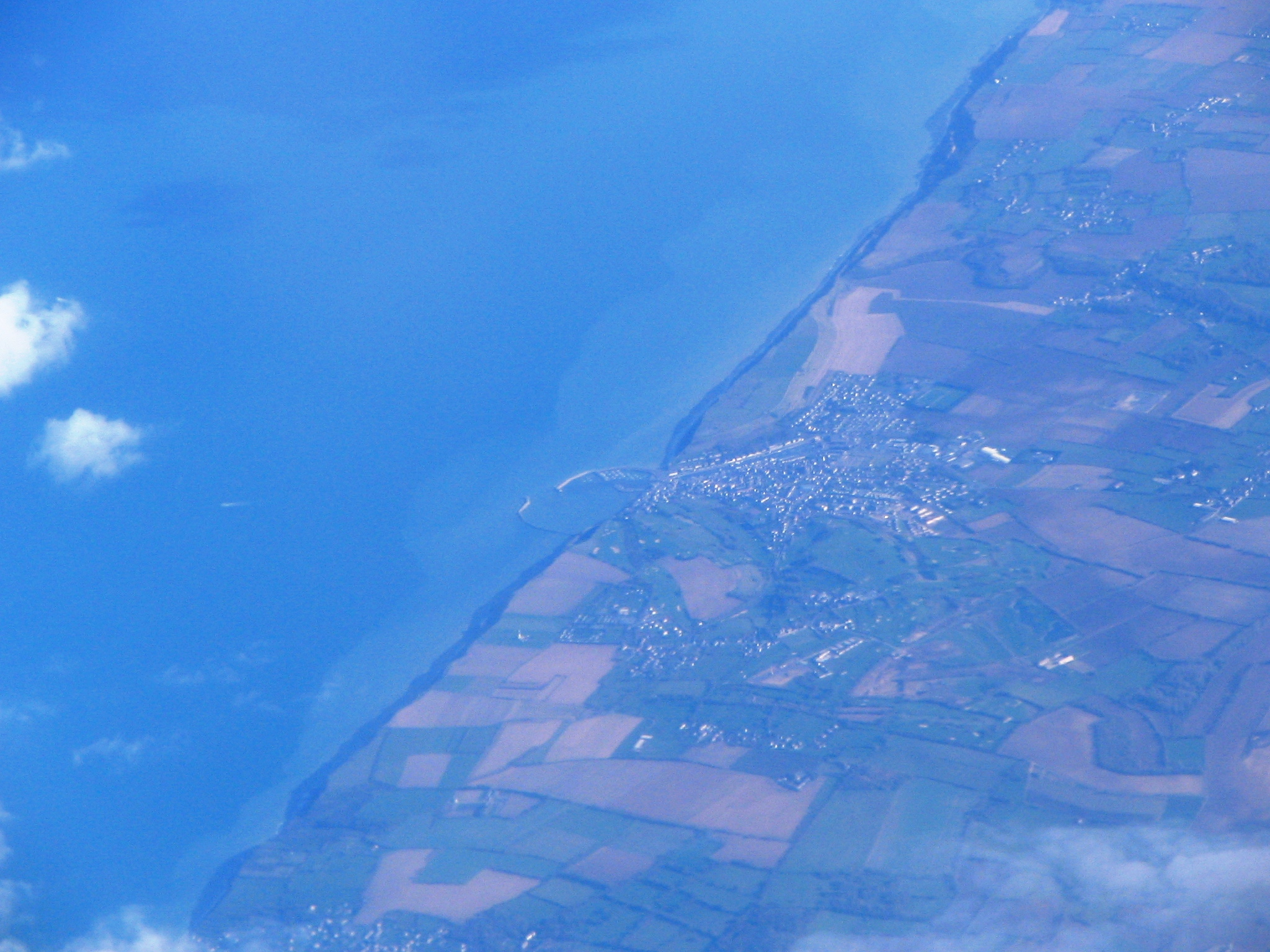
Port-en-Bessin-Huppain, widok lotniczy 12 listopada 2007

Port-en-Bessin-Huppain – miejscowość i gmina we Francji, w regionie Normandia, w departamencie Calvados.
Według danych na rok 1990 gminę zamieszkiwało 2308 osób, a gęstość zaludnienia wynosiła 305 osób/km² (wśród 1815 gmin Dolnej Normandii Port-en-Bessin-Huppain plasuje się na 81. miejscu pod względem liczby ludności, natomiast pod względem powierzchni na miejscu 676.).